# L’Ametlla del Vallès
L'Ametlla del Vallès – gmina w Hiszpanii, w prowincji Barcelona, w Katalonii, o powierzchni 14,13 km². W 2011 roku gmina liczyła 8190 mieszkańców.